# Groupe Bull
Bull (também conhecido como "Groupe Bull", "Sistemas de Informação Bull", ou simplesmente Bull) é uma empresa de informática de propriedade francesa sediada em Les Clayes-sous-Bois, na periferia Paris. A empresa também foi conhecido em vários momentos como Bull General Electric, Honeywell Bull, CII Honeywell Bull, e Bull HN. Bull foi fundada em 1931, como H.W. Egli - Bull, para capitalizar as patentes da tecnologia de cartões perfurados de engenheiro norueguês Fredrik Rosing Bull (1882-1925) [1] Depois de uma reorganização em 1933, com novos proprietários chegando, o nome foi mudado para Compagnie des Machines Bull.

## Atividades[2]
- Supercomputadores
- Servidores Linux, Windows, AIX y Mainframe GCOS
- Sistemas de Memória e de arquivo de dados.
- Softwares
- Terceirização,
- Servicos de suporte em informática
- Segurança de computadores e solucoes de Soberania

## História
Bull a empresa data do inicio da Mecanografia. Foi fundada em 1931 para capitalizar as patentes da tecnologia de cartões perfurados com as máquinas inventadas pelo engenheiro norueguês  Fredrik Rosing Bull.
Em 1990, a companhia passou a chamar-se Compagnie des Machines Bull, e por fim , em 1997, passou a se chamar Bull.

## Controvérsias
No fim de agosto de 2011 , a Bull é suspeita de ajudar Muammar Gaddafi a monitorar e censurar a Internet na Líbia em 2009, através de sua subsidiária Amesys. De acordo com documentos divulgados pelo Mediapart além de vender um sistema de rede de espionagem Amesys interceptou e-mails líbios.
Em Março de 2013, Repórteres sem Fronteiras nomeou Amesys, uma subsidiaria do Groupe Bull, como uma das cinco "Corporações Inimigas da Internet e “mercenários digitais” por vender produtos que foram ou estão sendo vendidos para e usados por governos violadores de Direito Humanos  e liberdade de informação.
Em Março de 2013, Repórteres sem Fronteiras nomeou Amesys, uma subsidiária do Groupe Bull, como uma das cinco "Corporações Inimigas da Internet e “mercenários digitais” por vender produtos que foram ou estão sendo vendidos para e usados por governos violadores de Direito Humanos  e liberdade de informação.
Amesys vendeu seu Spyware Eagle para a Líbia enquanto Muammar al-Gaddafi ainda estava no poder e o spyware foi usado para espionar em jornalistas e ativistas de direitos humanos. A Companhia esta sendo processada na Justiça a França por cumplicidade em tortura, pela International Federation for Human Rights (FIDH).
Em 2013 , a Bull vendeu sua subsidiária Amesys ligada às atividades controversas de segurança cibernética e ao software Águia, dedicado à intercepção de dados na Internet da Nexa Technologies, cujo CEO é o ex- chefe de uma divisão de Amesys.

## Ver Também
- Vigilância de Computadores e Redes
- Revelações da Vigilância global (1970–2013)
- Revelações da Vigilância Global (2013–presente)
- Vigilância de Computadores e Redes
- Vigilância em massa